# 宣毒發表湯
宣毒發表湯為中藥方劑名，發表藥，對麻疹初起，欲出未出之時，讓麻疹能夠透發、並治療咳嗽之症狀。

## 方劑出處
- 本方出自於《痘疹活幼至寶》[1]
- 其他出處：《麻科活人全書》

## 藥物組成
升麻(二錢)、葛根(三錢)、前胡(二錢)、桔梗(二錢)、枳殼(一錢半)、荊芥(二錢)、防風(二錢)、薄荷(二錢)、甘草(一錢半)、木通(二錢)、連翹(二錢)、牛蒡子(三錢)、杏仁(三錢)、淡竹葉(三錢)。
但在《麻科活人全書》裏所列之藥方組成為：薄荷葉、葛根、防風、荊芥、連翹、牛蒡子（炒）、木通、枳殼、淡竹葉、升麻、桔梗、甘草。較《痘疹活幼至寶》中之藥方少了杏仁以及前胡二味藥。

## 成分及功用概述
- 升麻及葛根能發汗，讓麻疹發盡透出。
- 荊芥、防風、牛蒡、薄荷四位藥能解肌散邪，並且幫助升麻、葛根透發麻疹的藥效。
- 枳殼、桔梗、前胡、杏仁宣肺祛痰止咳。
- 連翹清泄上焦之熱。
- 木通導熱下行
- 竹葉清熱除煩
- 甘草解毒和中，調和各藥物之藥性。[3]